# Planeta Bur
Planeta Bur (rus: Планета бурь) és una pel·lícula de ciència-ficció en Sovcolor Soviètica de 1962 amb guió per Aleksandr Kazàntsev a partir de la seva novel·la, i co-guionatge i direcció per Pavel Kluixantsev.
En anglès, la pel·lícula sovint es coneix de manera informal com Planet of the Storms, Planet of Storms, Planet of Tempests, Planeta Burg, i Storm Planet. Mai es va estrenar als cinemes als Estats Units. en la seva forma original abans d'aparèixer al vídeo domèstic a la dècada de 1990. La pel·lícula és més coneguda per l'audiència nord-americana a través de les dues adaptacions semblants americanes directes per televisió foren Voyage to the Prehistoric Planet i Voyage to the Planet of Prehistoric Women. Ambdós vídeos van reutilitzar els efectes especials de la pel·lícula i la majoria de les seves imatges principals.

## Argument
Tres naus espacials de la Unió Soviètica, Sirius, Vega i Capella, són en camí des de l'Estació Lunar 7 per al primer aterratge humà a Venus i la primera exploració del planeta. Capella és colpejada de sobte per un gran meteor i és completament destruïda, matant a tots a bord. Després de plorar la pèrdua dels seus amics, les dues naus restants, Sirius i Vega, continuen endavant, tot i que la missió planificada requeria tres naus espacials. Des de la Terra s'hi enviarà un substitut, Arcturus, però no arribarà durant dos mesos.
Els cosmonautes a bord de Sirius (Ilia, Roman i Alioixa) i a bord de Vega (Ivan i Allan, i la dona, Maixa) estan tots d'acord que procedir amb l'aterratge i l'exploració és millor que esperant dos mesos. Així doncs, Ivan i Allan, amb el seu gran robot assistent "John" (ara parcialment desmuntat per volar), baixen cap a Venus amb la nau espacial "Vega", deixant Maixa en òrbita per controlar les comunicacions entre les naus i tripulacions de terra. Tot el contacte amb ella es perd després d'aterrar en un pantà boirós. El gegantesc Sirius aterra suaument verticalment sobre els seus quatre puntals d'ala que absorbeixen els xocs, però en una ubicació diferent del terreny volcànic. Com que l'atmosfera és verinosa, els homes surten de Sirius amb els seus vestits espacials i cascs. Mentre passeja per unes roques, Alioixa és atacat de sobte i arrossegat cap a la boca d'una gran planta carnívora, però ràpidament és rescatat per Ilia i Roman. Després de fotografiar la forma de vida i compartir acudits sobre l'incident, procedeixen a buscar l'Ivan i l'Allan al seu vehicle.
Durant el seu viatge, escolten el que sona com una veu estranya i llunyana d'una dona, i aviat es troben amb una criatura gegantina i tranquil·la semblant a un brontosaure, de la qual un dels homes agafa ràpidament una mostra de sang de la seva cua. Mentrestant, després de muntar completament el robot John, l'Ivan i l'Allan són atacats de sobte al pantà per diverses bèsties semblants a tiranosaures de mida humana, algunes de les quals maten amb pistoles. Més tard es troben amb un barranc gran i profund i s'enganxen forts cordons a un dels arbres gegantins prop de la vora del barranc i a una roca d'ancoratge. En John és capaç de caure l'arbre sobre el barranc, i el creuen mentre escolten música gravada. Més tard, Allan es veu debilitat per una ferida de l'atac al pantà, de manera que el robot John troba una cova per protegir-los de l'ambient humit. Ambdós homes, però, desenvolupen febre i aviat estan massa febles per estar dempeus.
Mentre sobre un oceà prop d'una platja, els tres cosmonautes submergeixen el seu vehicle per escapar de l'atac d'una gran criatura semblant a un pterosaure volador. Sota l'aigua, descobreixen una escultura del cap, amb ulls de pedra preciosa robí, d'una de les criatures voladores, feta pel que sembla per una espècie intel·ligent. Després de sortir a la platja, Alioixa descobreix una estranya roca triangular, que guarda.
Després d'haver contactat per ràdio el robot John i assabentar-se de les dues febres, li indiquen a John que els administri immediatament la medicina que salva vides. L'Ivan i l'Allan es recuperen aviat, justament quan els envolten corrents de fang calent fos. Desesperat, l'Ivan fa que el robot John els porti amb seguretat a través del fang fumejant, però el robot s'escalfa en excés i s'alenteix pel seu pes afegit. El robot John intenta treure'ls per la força amb la seva urpa i fereix Allan en el procés. De sobte, el vehicle arriba just a temps per rescatar els dos homes i abandonar ràpidament la zona. El robot John, ara no funciona a causa de la calor intensa, baixa lentament al corrent fos ara profund. Durant el seu viatge de tornada a Sirius, tornen a veure una altra criatura gegantina semblant a un brontosaure i nous animals semblants a dinosaures amb el suport d'aletes.
Després de tornar amb seguretat al Sirius, descobreixen un missatge gravat i desesperat de Maixa dient que desafiarà les seves ordres de l'Estació Lunar 7 i aterrarà a Venus per buscar-los. Això provoca molta angoixa per no sobreviure en aquest món hostil. Un terreny inestable i una riuada de pluja ara amenacen Sirius, així que han d'enlairar-se immediatament. Durant això, Alioixa descobreix que la seva estranya roca s'ha esmicolat per revelar una petita escultura del rostre d'una bella dona, que demostra que hi ha vida humana a Venus. Comença a cridar als altres el que ha trobat, mentre l'estiren de pressa dins Sirius. Es llancen ràpidament just abans que el terre comenci a trencar-se. En pujar a l'espai, de sobte recuperen el contacte per ràdio amb Maixa, que els diu que finalment va decidir romandre en òrbita per ells, tal com li havien ordenat. Sirius després torna amb seguretat a l'estació lunar 7.

## Repartiment
- Vladimir Iemeliànov com Ilía Vasilievitx Verxinin
- Gueorgui Jjonov com a Roman Bobrov
- Guennadi Vernov com Alioixa
- Iuri Sarantsev com a Ivan Xtxerba
- Gueorgui Teitx com Allan Kern
- Kiunna Ignatova com a Maixa Ivanova
- Boris Prudkovski[Note 1] com Robot John

## Adaptacions americanes
L'any 1965, el productor de cinema estatunidenc Roger Corman va tenir accés al metratge de la pel·lícula soviètica i va contractar l'estudiant de cinema Curtis Harrington per preparar-lo per a l'estrena nord-americana. Harrington va afegir diverses escenes fetes als Estats Units protagonitzades per Basil Rathbone i Faith Domergue, que van substituir escenes de dos del repartiment rus, i va batejar el diàleg a l'anglès. La pel·lícula resultant, retitulada Voyage to the Prehistoric Planet, va passar directament a la televisió d'American International Pictures. En el repartiment i els crèdits, els noms dels actors russos van ser substituïts per noms falsos no russos; per exemple, l'actor rus Georgiy Jjonov va ser acreditat com "Kurt Boden".

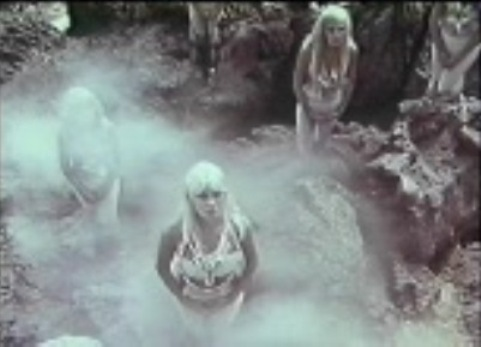
Escena de Voyage to the Planet of Prehistoric Women (1968)

El 1968, el director de cinema estatunidenc Peter Bogdanovich (amb el nom de Derek Thomas) va ser contractat per Corman per crear una segona versió cinematogràfica americana diferent, retitulada Voyage to the Planet of Prehistoric Women, a la que es van afegir noves escenes amb l'actriu estatunidenca Mamie Van Doren i diverses altres dones atractives interpretant venusianes (que portaven sostenidors de petxines marines). També es van incloure algunes escenes menors d'una altra pel·lícula russa de SF, Nebo Zoviot de Mikhaïl Kariukov. Aquesta segona versió americanitzada és essencialment la mateixa que la primera de Corman, però tornada a explicar amb un punt de vista paral·lel de les dones telepàtiques venusianes, el déu de les quals (una gran criatura voladora semblant a un pterosaure) és assassinat pels homes de la Terra, i inclou un final amb un gir irònic. : Les dones venusianes troben un nou déu per adorar, el robot John ara erosionat i no funcional. La segona versió de Corman podria haver tingut algunes estrenes limitades al circuit llatinoamaericà, però principalment es va convertir en una "pel·lícula de televisió" estrenada a través d'American International Television.